# مسجد كامبونج لامونين
مسجد كامبونج لامونين يقع المسجد في منطقة كامبونج لامونين، والتي تبعد حوالي ثلاثة وعشرين كيلومتر من بيكان توتونج في بروناي .

## البناء
تم بناء مسجد كامبونج لامونين في عام 1977، على موقع أرض تبلغ مساحتها 0.25 فدان تبرع بها من أوانغ حاجي سليمان بن حاجي عبد الرحمن، وانتهت أعمال البناء في الثامن من شهر أغسطس من عام 1978 .

## الافتتاح
افتتح مسجد كامبونج لامونين رسميا من قبل حاجي علي بن حاج محمد خريج ديفيد، وذلك يوم الجمعة العاشر من شهر محرم من عام 1400 هـ الموافق الثلاثين من شهر نوفمبر تشرين الثاني من عام 1979، في بالتزامن مع دخول القرن الخامس عشر الهجري .

## التوسعة
تم توسيع مسجد كامبونج لامونين وتجديده في شهر أكتوبر من عام 1991، وأصبح المسجد يستوعب 250 مصلي في وقت واحد.